# جون جي. يوسوك
جون جي. يوسوك (John John Yeosock): ( مارس18, 1937 – فبراير15, 2012) هو قائد القيادة المركزية للجيش الثالث الأمريكي خلال عملية حرب الخليج الثانية وعاصفة الصحراء

## حياته
ولد جون جي. يوسوك في ويلكس بار، بنسلفانيا  في عام 1937، درس في الأكاديمية العسكرية حيث تخرج منها طالبا متفوقا. لكنه غير قادر على الدخول إلي الأكاديمية العسكرية الأمريكية بسبب ضعف بصره، انضم يوسوك إلى جامعة ولاية بنسلفانيا لتدريب ضباط الاحتياط، وتخرج في عام 1959. كضابط دروع، خدم في حرب فيتنام. خلال 1980، كان رئيس فريق عسكري أمريكي أرسل للمساعدة في تحديث الحرس الوطني السعودي.

## القيادة العسكرية
تولى قيادة فرقة الفرسان 1 من يونيو 1986 إلى مايو 1988. رقي إلى الفريق في عام 1989 و أصبح قائد الجيش الثالث الأمريكي. عندما غزا العراق الكويت، وأرسل الجيش الثالث الأمريكي إلى المملكة العربية السعودية في تجمع قوات التحالف لحماية المملكة خلال عملية حرب الخليج الثانية. و خلال المرحلة البرية من حرب الخليج، شكل الجيش الثالث الأمريكي النواة الأساسية في القوات «منجل اليسار» ضد الجيش العراقي. في 19 فبراير 1991 قال انه يحتاج للإخلاء طبي إلى ألمانيا لإجراء جراحة عاجلة، استخلفه في القيادة بشكل مؤقت من قبل الجنرال كالفن ولار حتى عودته إلى المملكة العربية السعودية في وقت لاحق ما يقرب من عشرة أيام. تقاعد من الجيش في أغسطس 1992.

## وفاته
توفي يوسوك في 15 فبراير 2012 في فايتفيل، جورجيا، البالغ من العمر 74 عاما، من سرطان الرئة ودفن في مقبرة أرلينغتون الوطنية. وترك وراءه زوجته :بيتا (ني هوفنر)، و ابن :جون، وابنته:إليزابيث J. فونك .